# Summer Grand Prix di salto con gli sci 2024
Il Summer Grand Prix di salto con gli sci 2024 è stata la trentunesima edizione della manifestazione organizzata dalla Federazione Internazionale Sci, la tredicesima a prevedere un circuito di gare femminili.
La stagione è iniziata il 13 agosto 2024 a Courchevel, in Francia, e si è conclusa l'8 ottobre 2024 a Klingenthal, in Germania. 
È stata disputata anche una competizione a squadre mista su trampolino normale.

## Uomini

### Risultati
| Data         | Località    | Nazione  | Trampolino             | Spec. | Primo             | Secondo            | Terzo                 |
| ------------ | ----------- | -------- | ---------------------- | ----- | ----------------- | ------------------ | --------------------- |
| 13 agosto    | Courchevel  | Francia  | Tremplin du Praz HS132 | LH    | Stefan Kraft      | Valentin Foubert   | Alex Insam            |
| 14 agosto    | Courchevel  | Francia  | Tremplin du Praz HS132 | LH    | Stefan Kraft      | Fredrik Villumstad | Valentin Foubert      |
| 14 settembre | Wisła       | Polonia  | Malinka HS134          | LH    | Marius Lindvik    | Artti Aigro        | Gregor Deschwanden    |
| 15 settembre | Wisła       | Polonia  | Malinka HS134          | LH    | Marius Lindvik    | Artti Aigro        | Tate Frantz           |
| 21 settembre | Râșnov      | Romania  | Trambulina HS97        | NH    | Paweł Wąsek       | Ulrich Wohlgenannt | Kevin Bickner         |
| 22 settembre | Râșnov      | Romania  | Trambulina HS97        | NH    | Paweł Wąsek       | Nikaido Ren        | Alex Insam            |
| 28 settembre | Hinzenbach  | Austria  | Aigner-Schanze HS90    | NH    | Daniel Tschofenig | Andreas Wellinger  | Jan Hörl              |
| 29 settembre | Hinzenbach  | Austria  | Aigner-Schanze HS90    | NH    | Andreas Wellinger | Jan Hörl           | Stefan Kraft          |
| 5 ottobre    | Klingenthal | Germania | Vogtland Arena HS175   | LH    | Marius Lindvik    | Timi Zajc          | Halvor Egner Granerud |

Legenda:

LH = trampolino lungo

NH = trampolino normale

### Classifiche

#### Generale
| Pos. | Nome           | Nazione  | Punti |
| ---- | -------------- | -------- | ----- |
| 1    | Paweł Wąsek    | Polonia  | 329   |
| 2    | Stefan Kraft   | Austria  | 305   |
| 3    | Marius Lindvik | Norvegia | 300   |
| 4    | Alex Insam     | Italia   | 299   |
| 5    | Jan Hörl       | Austria  | 249   |

#### Nazioni
| Pos. | Nazione  | Punti |
| ---- | -------- | ----- |
| 1    | Austria  | 1490  |
| 2    | Norvegia | 1070  |
| 3    | Polonia  | 940   |
| 4    | Giappone | 813   |
| 5    | Germania | 807   |

## Donne

### Risultati
| Data         | Località    | Nazione  | Trampolino             | Spec. | Primo            | Secondo                    | Terzo                      |
| ------------ | ----------- | -------- | ---------------------- | ----- | ---------------- | -------------------------- | -------------------------- |
| 13 agosto    | Courchevel  | Francia  | Tremplin du Praz HS132 | LH    | Ema Klinec       | Sara Takanashi             | Jacqueline Seifriedsberger |
| 14 agosto    | Courchevel  | Francia  | Tremplin du Praz HS132 | LH    | Sara Takanashi   | Jacqueline Seifriedsberger | Joséphine Pagnier          |
| 14 settembre | Wisła       | Polonia  | Malinka HS134          | LH    | Cancellata       | Cancellata                 | Cancellata                 |
| 15 settembre | Wisła       | Polonia  | Malinka HS134          | LH    | Cancellata       | Cancellata                 | Cancellata                 |
| 21 settembre | Râșnov      | Romania  | Trambulina HS97        | NH    | Lara Malsiner    | Annika Sieff               | Nozomi Maruyama            |
| 22 settembre | Râșnov      | Romania  | Trambulina HS97        | NH    | Lara Malsiner    | Nozomi Maruyama            | Annika Sieff               |
| 5 ottobre    | Klingenthal | Germania | Vogtland Arena HS175   | LH    | Katharina Schmid | Eirin Maria Kvandal        | Yūki Itō                   |

Legenda:

LH = trampolino lungo

NH = trampolino normale

### Classifiche

#### Generale
| Pos. | Nome            | Nazione  | Punti |
| ---- | --------------- | -------- | ----- |
| 1    | Lara Malsiner   | Italia   | 254   |
| 2    | Annika Sieff    | Italia   | 214   |
| 3    | Sara Takanashi  | Giappone | 209   |
| 4    | Ema Klinec      | Slovenia | 202   |
| 5    | Nozomi Maruyama | Giappone | 180   |

#### Nazioni
| Pos. | Nazione  | Punti |
| ---- | -------- | ----- |
| 1    | Giappone | 872   |
| 2    | Italia   | 628   |
| 3    | Slovenia | 605   |
| 4    | Austria  | 522   |
| 5    | Norvegia | 421   |

## Misto

### Risultati
| Data      | Località    | Nazione  | Trampolino           | Spec. | Primo    | Secondo  | Terzo   |
| --------- | ----------- | -------- | -------------------- | ----- | -------- | -------- | ------- |
| 6 ottobre | Klingenthal | Germania | Vogtland Arena HS175 | TL LH | Germania | Norvegia | Austria |

Legenda:

LH = trampolino grande

TL = gara a squadre